# Paige O'Hara
Donna Paige O'Hara (10 de mayo de 1956) es una cantante y actriz de Broadway, más conocida por interpretar a Bella en La Bella y la Bestia.

## Biografía
Donna Paige Helmintoller nació en Ft. Lauderdale, Florida y asistió a Nova High School, en Davie, Florida. Actuó en los espectáculos con teatro de Fort Lauderdale para niños.
O'Hara ahora vive en Las Vegas, Nevada, con su esposo Michael Piontek.
O'Hara hizo su primera aparición en los escenarios de Broadway como Ellie May Chipley en la reactivación de Showboat en 1983 protagonizada por Donald O'Connor. Repitió el papel en 1989 la Gran Ópera de Houston de la producción y siguió con ellos cuando el espectáculo se trasladó a la Ópera de El Cairo en Egipto. Continuando con su legado como Ellie, ella también cantó la parte de la de 1989, nominado al Grammy grabación del musical con Jerry Hadley, Frederica von Stade y Teresa Stratas, dirigida por John McGlinn en la etiqueta Angel EMI.
Sus otros créditos incluyen la etapa estadounidense el papel principal en El misterio de Edwin Drood (Broadway y la gira nacional) y Annie ruido y pocas nueces en una gira nacional de Oklahoma dirigida por William Hammerstein.
A nivel internacional, O'Hara ha desempeñado el papel de Nellie Forbush en el Pacífico Sur (Australia).
En abril de 2011, O'Hara interpretó el papel de Judy Garland en "De Gumm a Garland: Judy, The Musical" en el Centro de Tempe para las Artes en Tempe, Arizona.

### Cine
El aspecto más notable de O'Hara en la pantalla era como la voz de Bella en la película animada de Disney La Bella y la Bestia, un papel que ella ha repitió para todas las posteriores spin-offs y secuelas de la película, incluyendo la Square Enix / vídeo de Disney K
ingdom Hearts juego de la serie. La Bella y la Bestia fue nominado a numerosos premios de la Academia (incluyendo la Mejor Película y tres nominaciones a la Mejor Canción Original), y, en consecuencia, también interpretada en vivo en los Oscar en 1992.
O'Hara también interpretó el papel de Venus en la difusión grabada de la BBC de la presentación en vivo de Kurt Weill "Un Toque de Venus" y en homenaje a su personaje de Bella Bella y la Bestia, interpretó a Ángela, un personaje de una novela de ficción, para la acción en vivo de Disney / película de animación tradicional en 2D Encantada.
En enero de 2012, O'Hara fue reemplazada por otra actriz (de la cual aún se desconoce el nombre) para la voz de Bella.

### Arte
O'Hara basa su talento en su obra a través de la formación por su padrastro, un arquitecto. Cuando se mudó a Nueva York a los 17 años, hizo su vida pintando acuarelas y venta en las calles. O'Hara también firmó con las ediciones para coleccionistas, los editores de Disney de Bellas Artes, para liberar una serie de pinturas titulada "Bellos de Bella".
- Datos: Q269677
- Multimedia: Paige O'Hara / Q269677